# Lysterfield
Lysterfield är en del av en befolkad plats i Australien. Den ligger i kommunen Yarra Ranges och delstaten Victoria, omkring 32 kilometer sydost om delstatshuvudstaden Melbourne. Antalet invånare är 6 551.
Runt Lysterfield är det ganska tätbefolkat, med 222 invånare per kvadratkilometer.. Närmaste större samhälle är Ferntree Gully, nära Lysterfield.
I omgivningarna runt Lysterfield växer i huvudsak städsegrön lövskog. Genomsnittlig årsnederbörd är 1 244 millimeter. Den regnigaste månaden är juli, med i genomsnitt 140 mm nederbörd, och den torraste är januari, med 49 mm nederbörd.